# Delaine Le Bas
Delaine Le Bas (née le 17 juillet 1965 à Worthing) est une artiste britannique d'origine rom.

## Biographie
Le Bas déclare au Travellers' Times : « En fait, j'aimais aller à l'école, ce qui était difficile parce que je suis la seule sur cinq d'entre nous [dans ma famille] à avoir terminé l'école. Et puis j'ai eu l'idée d'aller à l'Art College. ». Selon ses dires, jusqu'à ce qu'elle commence l'école, elle a été à l'abri de la façon dont les gens peuvent être racistes envers les gens du voyage.
Delaine Le Bas expose beaucoup au Royaume-Uni et à l'étranger, notamment au Festival international d'art singulier de Roquevaire, en France ; à l'American Visionary Art Museum à Baltimore, aux États-Unis, à la Transition Gallery et aux Biennales de Prague 2005 et 2007. En juin 2007, son travail est inclus dans le premier pavillon rom de la Biennale de Venise.
Le Bas réalise plusieurs expositions personnelles, dont « Room » à la Transition Gallery de Londres; « The House of the JuJu Queen » à la Galerie Giti Nourbaksch, Berlin, et à la Galleria Sonia Rosso, Turin: Son travail est qualifié de « magpie-like », avec des broderies complexes et des installations composées de divers objets et ornements:
Dans le livret du premier pavillon Rom, à Venise, en 2007, Delaine Le Bas a déclaré : « En tant que Rom, mon point de vue a toujours été celui de l'étranger et cette position de l'"autre" se reflète dans les matériaux et les messages à l'intérieur de mon travail. Nous vivons dans une culture de valeurs mixtes et de messages brouillés. Mes œuvres sont fabriquées à partir des objets ignorés et disparates du vide-grenier et du magasin de charité. ».
Pour une installation en 2014, Le Bas recréé des « enceintes de confinement » utilisées pour contrôler les familles tziganes par les autorités britanniques au début du XXe siècle.
En 2017, elle déclare au Guardian que « la plupart des œuvres d'art roms sont entreposées et accumulent la poussière dans les sous-sols des musées. . . Soit la plupart des artistes sont soit totalement ignorés, soit, en tant que Tsiganes, nous ne sommes visibles que de manière très négative. ».
Le Bas et son mari Damian Le Bas sont associés au mouvement Outsider Art, des artistes non conventionnels travaillant en dehors des limites de l'establishment artistique.
En avril 2024, elle est nommée finaliste pour le Prix Turner, récompensant les artistes d'art contemporain

## Ouvrages
| An   | Publication                                                      | Contribution                           | Éditeur                                          |
| ---- | ---------------------------------------------------------------- | -------------------------------------- | ------------------------------------------------ |
| 2021 | Wagtail: The Roma Women's Poetry Anthology, édité par Jo Clement | 'Wagtails', Dessins à l'encre de chine | Butcher's Dog Publishing, Newcastle, Royaume-Uni |